# 2022年國際足協世界盃裁判員
2022年國際足協世界盃裁判名單於2022年5月19日公佈，共有36名主裁判、69名助理裁判及24名影像輔助裁判。本屆是世界盃史上首次有女性裁判上場執法，三位分別為法國裁判斯蒂芬妮·弗拉帕特、盧安達裁判萨利玛·穆坎桑加和日本裁判山下良美。

## 服裝與配備

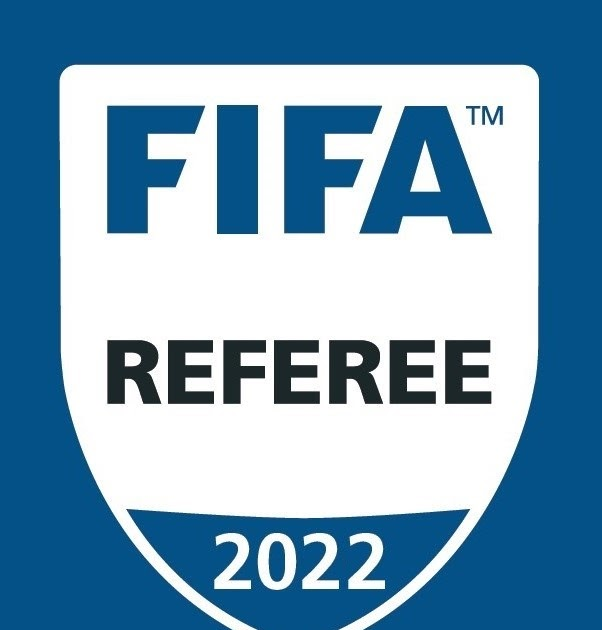
國際足總主裁判徽章並配上該年年份。

本屆世界盃裁判服裝的官方供應商為德國愛迪達公司。這些服裝樣式於2022年5月推出，新穎之處在於加入了綠松石色和紫色，螢光黃改為正常色調，而黑色和紅色保持不變。領口正面為灰色的「V」字形，背面則是將「V」的兩端如緞帶般延伸至手臂以下的部分。此外，領口下方的品牌標誌僅保留圖案的部分，並消除了愛迪達的字樣。兩肩上的魔鬼氈布章與所有球員一樣，左肩為「Football United the World」，右肩為本屆世界盃的官方標誌「FIFA World Cup Qater 2022」。胸前為雙口袋設計，左為國際足總裁判標配的盾形徽章「FIFA Referee 2022」，右為本屆世界盃官方標誌。每位裁判的上臂皆配戴黑色臂章，其字樣為「FIFA TEAM ONE」，意即國際足總裁判團隊。手腕則配戴有愛迪達圖案標誌的黑色腕帶。
| 主裁判服裝樣式 | 主裁判服裝樣式 | 主裁判服裝樣式 | 主裁判服裝樣式 | 主裁判服裝樣式 | 主裁判服裝樣式 |
| -------------- | -------------- | -------------- | -------------- | -------------- | -------------- |
| 圖案           | 紫色制服       | 黃色制服       | 紅色制服       | 黑色制服       | 綠松石色制服   |
| 使用率         | 4.7%           | 17.2%          | 21.9%          | 46.9%          | 0.1%           |

## 裁判名單

### 主裁判
| 主裁判             | 主裁判                                    | 主裁判 | 主裁判                           |
| 联合会             | 姓名                                      | 联合会 | 姓名                             |
| ------------------ | ----------------------------------------- | ------ | -------------------------------- |
| 亚洲               | 阿卜杜勒拉赫曼·阿尔·贾西姆（卡達）        | 非洲   | 巴卡利·加沙馬（）                |
| 亚洲               | 克里斯·比思（澳大利亞）                   | 非洲   | 穆斯塔法·戈巴尔（阿尔及利亚）    |
| 亚洲               | 阿里-礼萨·法加尼（伊朗）                  | 非洲   | 维克多·戈麦斯（南非）            |
| 亚洲               | 马宁（中国）                              | 非洲   | 萨利玛·穆坎桑加（）              |
| 亚洲               | 穆罕默德·阿卜杜拉·哈桑·穆罕默德（阿聯酋） | 非洲   | 马盖特·恩迪亚耶（塞內加爾）      |
| 亚洲               | 山下良美（日本）                          | 非洲   | 扬尼·西卡兹韦（）                |
| 中北美洲及加勒比海 | 伊万·巴顿（薩爾瓦多）                     | 大洋洲 | 马修·康格（）                    |
| 中北美洲及加勒比海 | 伊斯梅尔·埃尔法特（美國）                 | 歐洲   | 斯蒂芬妮·弗拉帕特（法國）        |
| 中北美洲及加勒比海 | 马里奥·埃斯科巴（）                       | 歐洲   | 伊斯特万·科瓦奇（羅馬尼亞）      |
| 中北美洲及加勒比海 | 赛义德·马丁内斯（）                       | 歐洲   | 丹尼·马克列（荷蘭）              |
| 中北美洲及加勒比海 | 施薩·拉莫斯（墨西哥）                     | 歐洲   | 西蒙·馬齊尼亞克（波蘭）          |
| 南美洲             | 拉斐尔·克劳斯（巴西）                     | 歐洲   | 安东尼奥·马特乌·拉奥斯（西班牙） |
| 南美洲             | 安德烈斯·马通特（乌拉圭）                 | 歐洲   | 米高·奧利華（英格蘭）            |
| 南美洲             | 凯文·奥腾加（秘鲁）                       | 歐洲   | 达尼埃莱·奥萨托（意大利）        |
| 南美洲             | 费尔南多·拉帕里尼（阿根廷）               | 歐洲   | 丹尼尔·西伯特（德國）            |
| 南美洲             | 威尔顿·桑帕约（巴西）                     | 歐洲   | 安東尼·泰萊（英格蘭）            |
| 南美洲             | 法昆多·特洛（阿根廷）                     | 歐洲   | 克萊芒·蒂爾潘（法國）            |
| 南美洲             | 热苏斯·瓦伦苏埃拉（委内瑞拉）             | 歐洲   | 斯拉夫科·文契奇（斯洛文尼亞）    |

### 助理裁判
| 助理裁判           | 助理裁判                            | 助理裁判 | 助理裁判                                     |
| 联合会             | 姓名                                | 联合会   | 姓名                                         |
| ------------------ | ----------------------------------- | -------- | -------------------------------------------- |
| 亚洲               | 穆罕默德雷萨·阿博尔法兹利（伊朗）   | 南美洲   | 布鲁诺·博斯基利亚（巴西）                    |
| 亚洲               | 塔勒布·阿尔马里（卡達）             | 南美洲   | 埃泽奎尔·布雷洛夫斯基（阿根廷）              |
| 亚洲               | 穆罕默德·哈马迪（阿聯酋）           | 南美洲   | 加布里埃尔·查德（阿根廷）                    |
| 亚洲               | 哈桑·马赫里（阿聯酋）               | 南美洲   | 罗德里戈·菲格雷多（巴西）                    |
| 亚洲               | 沙特·马盖勒（卡達）                 | 南美洲   | 图利奥·莫雷诺（委内瑞拉）                    |
| 亚洲               | 阿什利·比彻姆（澳大利亞）           | 南美洲   | 迈克尔·奥鲁埃（秘鲁）                        |
| 亚洲               | 曹奕（中国）                        | 南美洲   | 布鲁诺·皮雷斯（巴西）                        |
| 亚洲               | 穆罕默德雷萨·曼苏里（伊朗）         | 南美洲   | 热苏斯·桑切斯（秘鲁）                        |
| 亚洲               | 安东·谢蒂宁（澳大利亞）             | 南美洲   | 达尼洛·西蒙·马尼斯（巴西）                   |
| 亚洲               | 施翔（中国）                        | 南美洲   | 马丁·索皮（乌拉圭）                          |
| 非洲               | 穆罕默德·阿布雷格汗（埃及）         | 南美洲   | 尼古拉斯·塔兰（乌拉圭）                      |
| 非洲               | 吉布里勒·卡马拉（塞內加爾）         | 南美洲   | 豪尔赫·乌雷戈（委内瑞拉）                    |
| 非洲               | 杰森·多斯·桑托斯（安哥拉）          | 大洋洲   | 特维塔·马卡西尼（）                          |
| 非洲               | 阿卜杜勒哈克·埃奇亚里（阿尔及利亚） | 大洋洲   | 马克·鲁尔（）                                |
| 非洲               | 莫克兰·古拉里（阿尔及利亚）         | 歐洲     | 奥维迪乌·阿特内（羅馬尼亞）                  |
| 非洲               | 阿森尼奥·马伦古拉（）               | 歐洲     | 西蒙·贝内特（英格蘭）                        |
| 非洲               | 埃尔维斯·努蓬（喀麥隆）             | 歐洲     | 加里·贝斯威克（英格蘭）                      |
| 非洲               | 苏鲁·帕茨瓦尼（）                   | 歐洲     | 斯图尔特·伯特（英格蘭）                      |
| 非洲               | 哈吉·马利克·桑巴（塞內加爾）        | 歐洲     | 塞罗·卡邦捏（意大利）                        |
| 非洲               | 扎哈勒·斯维拉（南非）               | 歐洲     | 保罗·塞布里安·德维斯（西班牙）               |
| 中北美洲及加勒比海 | 凯尔·阿特金斯（美國）               | 歐洲     | 尼古拉斯·达诺斯（法國）                      |
| 中北美洲及加勒比海 | 卡伦·迪亚兹·麦地那（墨西哥）        | 歐洲     | 约翰·德弗里斯（荷蘭）                        |
| 中北美洲及加勒比海 | 赫尔皮斯·雷蒙多·费利斯（多明尼加）  | 歐洲     | 罗伯托·迪亚兹·佩雷斯·德尔·帕洛马尔（西班牙） |
| 中北美洲及加勒比海 | 米格尔·埃尔南德斯（墨西哥）         | 歐洲     | 拉斐尔·福尔廷（德國）                        |
| 中北美洲及加勒比海 | 沃尔特·洛佩兹（）                   | 歐洲     | 亚历山德罗·贾拉蒂尼（意大利）                |
| 中北美洲及加勒比海 | 胡安·卡洛斯·莫拉（）                | 歐洲     | 西里尔·格兰戈尔（法國）                      |
| 中北美洲及加勒比海 | 大卫·莫兰（薩爾瓦多）               | 歐洲     | 托马日·克兰奇尼克（斯洛文尼亞）              |
| 中北美洲及加勒比海 | 阿尔贝托·莫林（墨西哥）             | 歐洲     | 安德拉兹·科瓦契奇（斯洛文尼亞）              |
| 中北美洲及加勒比海 | 凯瑟琳·内斯比特（美國）             | 歐洲     | 托马斯·利斯特凯维奇（波蘭）                  |
| 中北美洲及加勒比海 | 科里·帕克（美國）                   | 歐洲     | 瓦西里·马里内斯库（羅馬尼亞）                |
| 中北美洲及加勒比海 | 迦勒·威尔士（千里達及托巴哥）       | 歐洲     | 亚当·纳恩（英格蘭）                          |
| 中北美洲及加勒比海 | 扎卡里·齐格拉尔（）                 | 歐洲     | 扬·赛德尔（德國）                            |
| 南美洲             | 努扎·贝克（巴西）                   | 歐洲     | 帕维尔·索科尔尼基（波蘭）                    |
| 南美洲             | 胡安·巴勃罗·贝拉蒂（阿根廷）        | 歐洲     | 海塞尔·斯泰格斯特拉（荷蘭）                  |
| 南美洲             | 迭戈·邦法（阿根廷）                 |          |                                              |

### 影像輔助裁判
| 影像輔助裁判       | 影像輔助裁判                        | 影像輔助裁判 | 影像輔助裁判                             |
| 联合会             | 姓名                                | 联合会       | 姓名                                     |
| ------------------ | ----------------------------------- | ------------ | ---------------------------------------- |
| 亚洲               | 阿卜杜拉·马里（卡達）               | 南美洲       | 毛罗·维利亚诺（阿根廷）                  |
| 亚洲               | 穆罕默德·塔基·阿尔·贾法里（新加坡） | 歐洲         | 杰罗姆·布里萨德（法國）                  |
| 亚洲               | 肖恩·埃文斯（澳大利亞）             | 歐洲         | 巴斯蒂安·丹克特（德國）                  |
| 非洲               | 雷杜安·吉耶德（摩洛哥）             | 歐洲         | 里卡多·德布尔戈斯·本戈埃切亚（西班牙）   |
| 非洲               | 阿迪尔·祖拉克（摩洛哥）             | 歐洲         | 马尔科·弗里茨（德國）                    |
| 中北美洲及加勒比海 | 德鲁·菲舍尔（加拿大）               | 歐洲         | 亚历山大·埃尔南德斯 埃尔南德斯（西班牙） |
| 中北美洲及加勒比海 | 费尔南多·格雷罗（墨西哥）           | 歐洲         | 马克西米利安·伊拉蒂（意大利）            |
| 中北美洲及加勒比海 | 阿曼多·比利亚雷亚尔（美国）         | 歐洲         | 托马斯·克维亚特科夫斯基（波蘭）          |
| 南美洲             | 胡里奥·巴斯库南（智利）             | 歐洲         | 胡安·马丁内斯·穆努埃拉（西班牙）         |
| 南美洲             | 尼古拉斯·加洛（哥伦比亚）           | 歐洲         | 伯努瓦·米洛（法國）                      |
| 南美洲             | 莱奥丹·冈萨雷斯（乌拉圭）           | 歐洲         | 保罗·瓦列里（意大利）                    |
| 南美洲             | 胡安·索托（委内瑞拉）               | 歐洲         | 波尔·范伯克尔（荷蘭）                    |